# Го (Данія)
Го (дан. Ho) — село на південному заході Ютландії в муніципалітеті Варде регіону Південна Данія. Природа місцевості приваблює багато туристів, особливо німців. Розташоване за 7 км від Бловенда (Blåvand), 11 км від Оксбьола та 32 км від Есб'єрга.

## Етимологія
Назва Го пов'язана з назвою затоки Го, що походить від Hõi і означає корито або візок. Таким чином, Го можна перекласти як «фіорд, схожий на жолоб».